# Nephilingis dodo
Espèce
Synonymes
- Nephilengys dodo Kuntner & Agnarsson, 2011

Statut de conservation UICN

 EN B1ab(i,ii,iii,v)+2ab(i,ii,iii,v) : En danger
Nephilingis dodo est une espèce d'araignées aranéomorphes de la famille des Araneidae.

## Distribution
Cette espèce est endémique de l'île Maurice.

## Description
La femelle holotype mesure 22,6 mm, les mâles mesurent de 4,6 à 6,6 mm et les femelles de 22,6 à 23,4 mm.

## Systématique et taxinomie
Cette espèce a été décrite sous le protonyme Nephilengys dodo par Kuntner et Agnarsson en 2011. Elle est placée dans le genre Nephilingis par Kuntner, Arnedo, Trontelj, Lokovsek et Agnarsson en 2013.
Cette espèce a longtemps été confondue avec Nephilingis borbonica.

## Étymologie
Son nom d'espèce, lui a été donné en référence au Dodo.

## Publication originale
- Kuntner & Agnarsson, 2011 : « Biogeography and diversification of hermit spiders on Indian Ocean islands (Nephilidae: Nephilengys). » Molecular Phylogenetics and Evolution, vol. 59, p. 477–488 (texte intégral).